# Todomondo

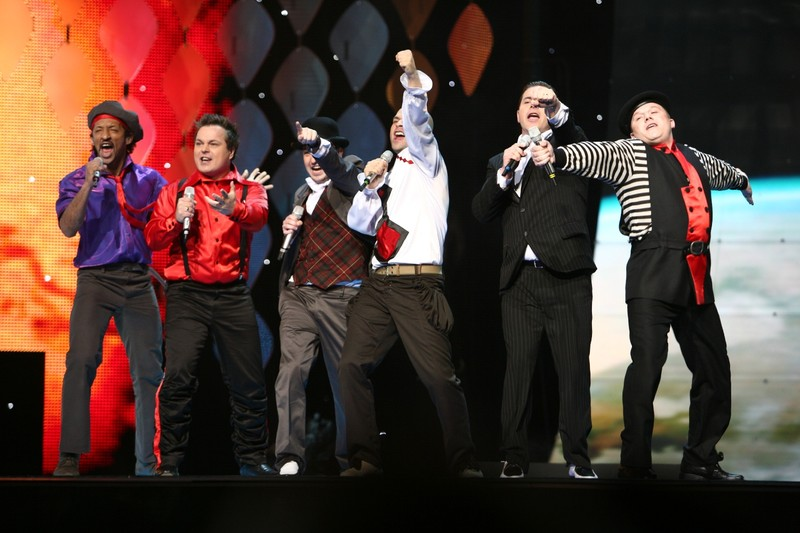
Todomondo i Eurovision Song Contest 2007.

Todomondo är en musikgrupp från Rumänien som representerade sitt land i Eurovision Song Contest 2007 i finalen den 12 maj i Helsingfors med låten Liubi, Liubi, I Love You.